# ビューティフル・カップル 復讐の心理
『ビューティフル・カップル 復讐の心理』（ビューティフルカップル ふくしゅうのしんり、Das schönste Paar）は、2018年のドイツのサスペンス映画。監督はスヴェン・タディッケン、出演はマキシミリアン・ブリュックナーとルイーゼ・ハイヤーなど。旅行先での暴行被害からようやく立ち直りかけた夫婦が主犯格の少年と出会ったことから湧き起こる復讐心の行方を描いている。
2018年9月に開催された第43回トロント国際映画祭で初上映され、日本では2020年1月から開催された「未体験ゾーンの映画たち2020」で上映された後、同年6月3日にDVDが発売されている。

## ストーリー
同じ学校に教師として勤めるマルテとリヴの夫婦は、バカンスでマヨルカ島を訪れる。人気のない浜辺で、全裸で性行為を楽しんだ2人は、その様子を3人の少年たちに見られていたことに気付くが、特に気にも止めずにいた。ところがその夜、3人の少年たちはマルテたちが宿泊するコテージに押しかけ、酔った勢いでマルテに暴行すると、2人を全裸にして性行為を強要する。しかし、マルテがどうしても勃起しなかったため、リーダー格の少年はマルテの目の前でリヴを強姦する。
事件から2年が経ち、マルテとリヴは一段と強い絆で結ばれ、マヨルカ島で受けた深い心の傷からようやく立ち直りかけていた。そんなある日、マルテは事件の主犯格でリヴを強姦した少年ザシャが恋人と仲睦まじくしている姿を目撃する。激しい復讐心を燃え上がらせたマルテは、その日以降、ザシャを見失った駅で彼を探すようになる。そして、彼を見つけると密かに後をつけ、恋人と暮らしているアパートを突き止める。さらに気持ちを昂らせたマルテはザシャのアパートの部屋に侵入し、帰宅した彼がマルテに気付いて逃げ出したのを追いかけると、2人は殴り合いとなる。ザシャは自分の人生を壊したら殺すとマルテを脅して逃げていくと、家路についたマルテの後をつけるが、マルテはそれに気付かない。
怪我をした姿をリヴに見られたマルテはザシャを見付けたことを明かす。しかし、リヴは復讐よりも前に進むべきと、マルテにザシャと関わらないように諭す。それでも犯罪者を野放しにはできないと、マルテとリヴは弁護士に相談するが、物的証拠がなく、有罪になったとしても少年犯罪として刑罰は軽いもので済まされてしまうことを聞かされる。
表面上は元の生活に戻ったものの、復讐したいマルテと忘れたいリヴの関係はぎくしゃくしたものになる。復讐心を抑えられないマルテはザシャの恋人ジェニーにザシャの過去を話す。すると、ザシャはマルテが不在の家に押し入り、リヴに「負けたよ。終わりだ。」と告げて去っていく。リヴは恐怖心から荷物をまとめて逃げ出そうとするが、そこに帰って来たマルテとともにザシャのもとに向かう。マルテはジェニーとリヴの目の前でザシャを締め殺そうとするが、果たせずに終わる。しかし、反省の色を全く見せないザシャの姿に、リヴはザシャが落としたナイフでザシャの肩を刺してしまう。マルテは車でザシャを救急病院に送り届けると、ザシャとジェニーを病院に残して、リヴと家に帰る。
帰宅した2人は部屋を黙々と片付け始めるが、マルテがコップを壁に投げつけて割ったことをきっかけに、家の中のものを楽しげに笑いながら次々と壊していくと、強く抱きしめ合う。

## キャスト
- マルテ: マキシミリアン・ブリュックナー（ドイツ語版） - 教師でミュージシャン。ボクシングを習っている。
- リヴ: ルイーゼ・ハイヤー（ドイツ語版） - マルテの妻。夫と同じ学校の国語・生物・体育の教師。
- ザシャ: レオナルト・クンツ（ドイツ語版） - マルテとリヴを暴行した少年。
- ジェニー: ヤスナ・フリッツィ・バウアー（ドイツ語版） - ザシャの恋人。
- ヘニング: フロリアン・バルトロマイ（ドイツ語版） - 学校の講堂の音響測定に来た技師。

## 作品の評価
Rotten Tomatoesによれば、7件の評論のうち高評価は86%にあたる6件で、平均点は10点満点中7.80点となっている。
ルイーゼ・ハイヤーが第69回ドイツ映画賞の主演女優賞にノミネートされている。